# Ictidomys tridecemlineatus
Ictidomys tridecemlineatus là một loài động vật có vú trong họ Sóc, bộ Gặm nhấm. Loài này được Mitchill mô tả năm 1821.

## Hình ảnh

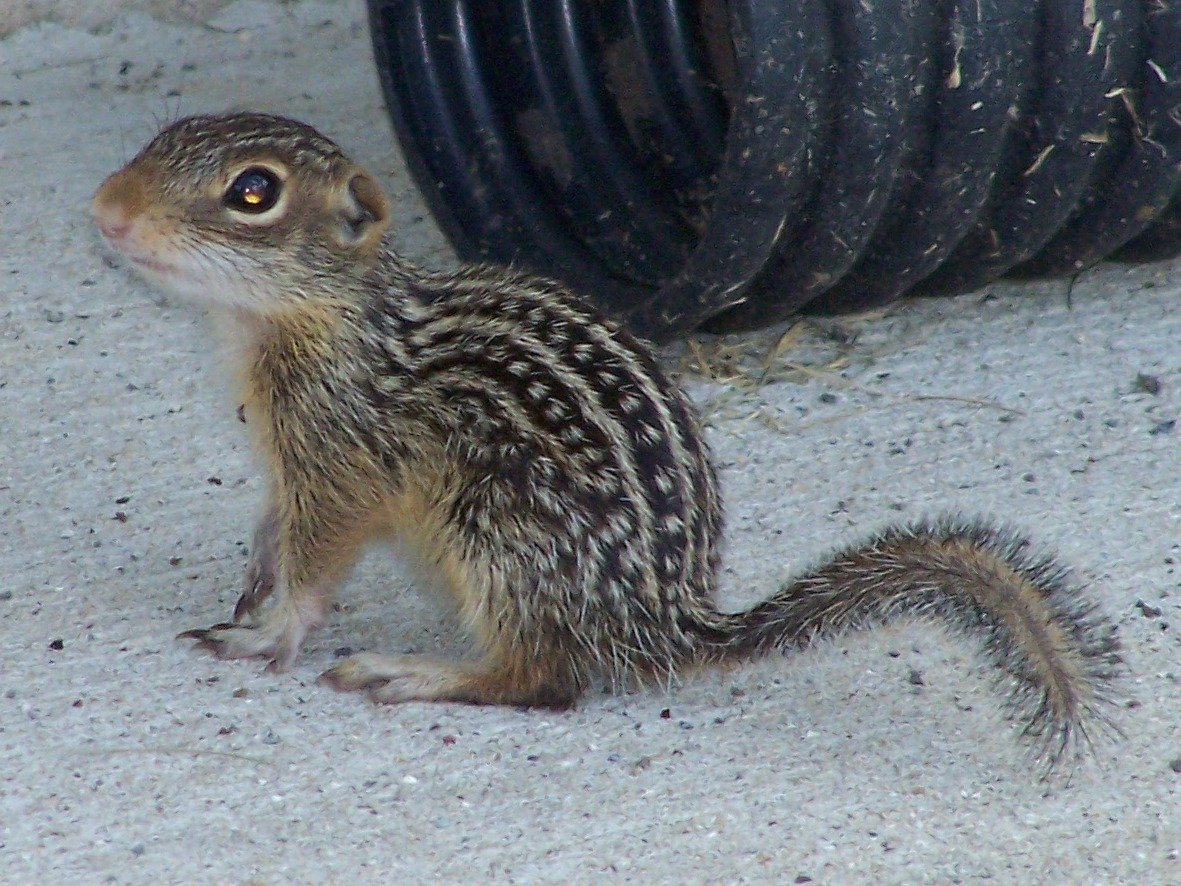
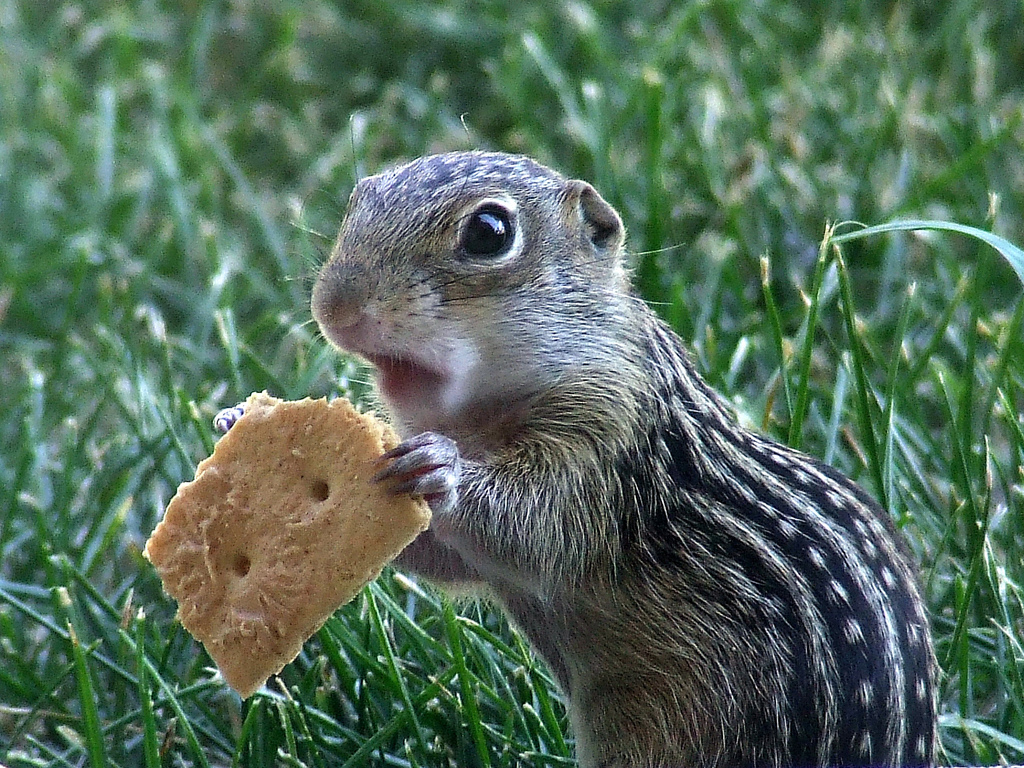
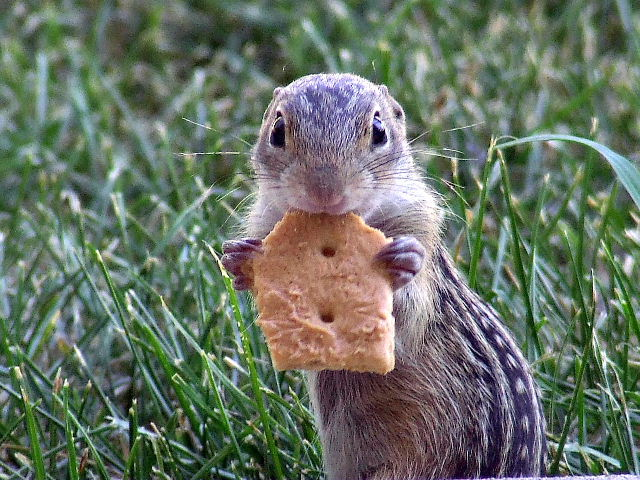
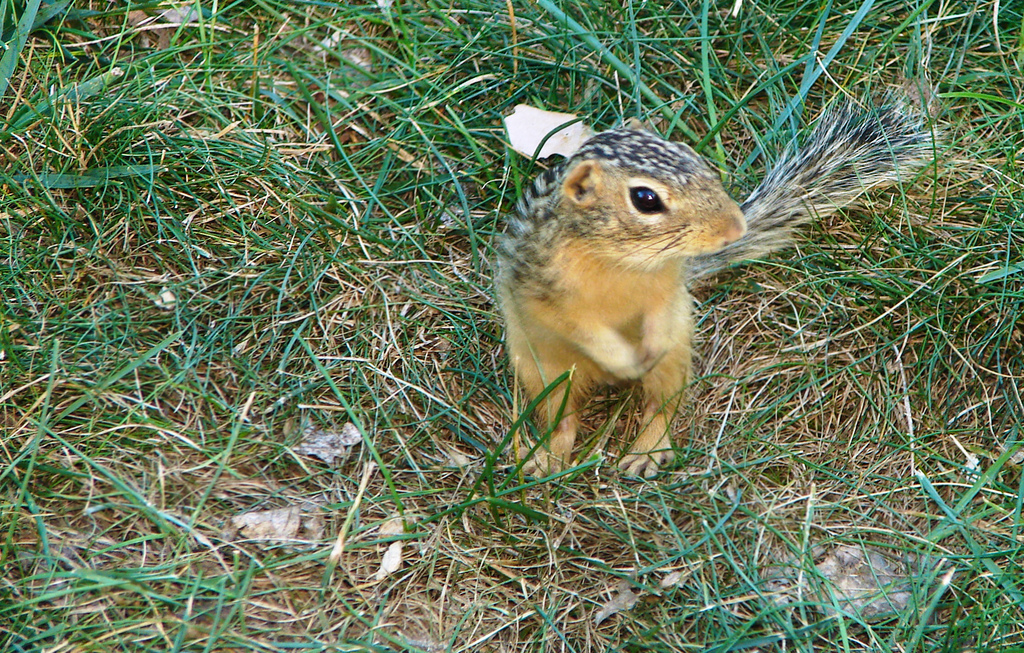